# Пляжний волейбол на Олімпійських іграх
Пляжний волейбол на літніх Олімпійських іграх було вперше проведено на Іграх 1992 року. Олімпійським видом спорту пляжний волейбол було визнано 1996 року.

## Медалі
До таблиці включені досягнення чоловічих і жіночих збірних
| Місце               | Країна              | Золото | Срібло | Бронза | Загалом |
| ------------------- | ------------------- | ------ | ------ | ------ | ------- |
| 1                   | США (USA)           | 7      | 2      | 2      | 11      |
| 2                   | Бразилія (BRA)      | 3      | 7      | 3      | 13      |
| 3                   | Німеччина (GER)     | 2      | 0      | 1      | 3       |
| 4                   | Австралія (AUS)     | 1      | 1      | 1      | 3       |
| 5                   | Норвегія (NOR)      | 1      | 0      | 0      | 1       |
| 6                   | Китай (CHN)         | 0      | 1      | 1      | 2       |
| 7                   | ОКР                 | 0      | 1      | 0      | 1       |
| 7                   | Іспанія (ESP)       | 0      | 1      | 0      | 1       |
| 7                   | Італія (ITA)        | 0      | 1      | 0      | 1       |
| 10                  | Швейцарія (SUI)     | 0      | 0      | 2      | 2       |
| 11                  | Канада (CAN)        | 0      | 0      | 1      | 1       |
| 11                  | Катар (QAT)         | 0      | 0      | 1      | 1       |
| 11                  | Латвія (LAT)        | 0      | 0      | 1      | 1       |
| 11                  | Нідерланди (NED)    | 0      | 0      | 1      | 1       |
| Загалом (14 збірні) | Загалом (14 збірні) | 14     | 14     | 14     | 42      |